# Trichobyrrhulus piochardi
Trichobyrrhulus piochardi là một loài bọ cánh cứng trong họ Byrrhidae. Loài này được Heyden miêu tả khoa học năm 1870.